# Vararia cunninghamii
Vararia cunninghamii är en svampart som beskrevs av Boidin & Lanq. 1976. Vararia cunninghamii ingår i släktet Vararia och familjen Lachnocladiaceae.   Inga underarter finns listade i Catalogue of Life.